# Raimundas Alekna
Raimundas Alekna (ur. 16 kwietnia 1959 w Suboczy w rejonie kupiszeckim) – litewski psychoterapeuta, lekarz psychiatra, działacz społeczny, polityk, minister zdrowia (1999–2000). W latach 2010–2011 burmistrz Wilna.

## Życiorys
W 1985 ukończył studia w Kowieńskim Instytucie Medycznym, w następnym roku uzyskał kwalifikację lekarza psychiatry.
W latach 1986–1988 pracował jako psychiatra w szpitalu i stacji pogotowia ratunkowego w Poniewieżu. Od 1988 był kierownikiem oddziału psychoneurologii polikliniki, a od 1990 asystentem w klinice psychiatrii Kowieńskiej Akademii Medycznej. W latach 1992–1995 pełnił funkcję kierownika oddziału psychosomatycznego szpitala w Poniewieżu.
W latach 2000–2002 był naczelnym lekarzem w szpitalu w Wilnie. Od 2002 do 2006 pełnił funkcję dyrektora centrum psychoterapii w Wilnie, następnie był psychiatrią i psychoterapeutą w tej placówce. Był członkiem władz stowarzyszeń lekarskich. W 2003 objął funkcję przewodniczącego litewskiej federacji triatlonu.
W 1993 wstąpił do Związku Ojczyzny. Od 1995 do 1997 zasiadał w radzie miejskiej Poniewieża, jednocześnie zajmował stanowisko zastępcy mera. W 1996 kandydował do Sejmu z listy Związku Ojczyzny, jednak nie zdobył mandatu. W 1997 wszedł do Sejmu na miejsce zmarłego Romualdasa Sikorskisa. W tym samym roku został powołany na stanowisko sekretarza Ministerstwa Zdrowia. Od 10 czerwca 1999 do 9 listopada 2000 sprawował funkcję ministra zdrowia w gabinetach Rolandasa Paksasa i Andriusa Kubiliusa.
W 2003 i 2007 był wybierany do rady miejskiej Wilna. Z powodzeniem kandydował w wyborach parlamentarnych w 2008, wchodząc do Sejmu z listy TS-LKD. Przed pierwszym posiedzeniem parlamentu nowej kadencji złożył oświadczenie o odmowie objęcia mandatu, pozostając w samorządzie. 15 grudnia 2010 został wybrany na burmistrza Wilna. Funkcję sprawował do kwietnia 2011.